# Marquesado de Villanueva de las Torres
El marquesado de Villanueva de las Torres en un título nobiliario español creado por el rey Carlos II el 24 de julio de 1673 a favor de Carlos Briceño y Coloma. Su nombre se refiere al municipio de Villanueva de las Torres, en la provincia de Granada.

## Marqueses de Villanueva de las Torres
|                      | Titular                                                 | Periodo              |
| Creado por Carlos II | Creado por Carlos II                                    | Creado por Carlos II |
| -------------------- | ------------------------------------------------------- | -------------------- |
| I                    | Carlos Briceño y Coloma                                 | 1673-1693            |
| II                   | Francisco Ronquillo y Briceño                           | 1693-1719            |
| III                  | Ángela Manuela Ronquillo y Briceño                      | 1710-1743            |
| IV                   | Vicente Pascual Vázquez de Coronado y Ferrer de Proxita |                      |
| V                    | Joaquín Ciro de Acuña y Prado                           |                      |
| VI                   | Antonio María de Acuña y Fernández de Miranda           |                      |
| VII                  | Manuel Lorenzo de Acuña y Fernández de Miranda          |                      |
| VIII                 | Manuel Antonio de Acuña y Dewitte                       |                      |
| IX                   | María Cayetana de Acuña y Dewitte                       |                      |
| X                    | Ernesto Bruno de Heredia y Acuña                        |                      |
| XI                   | Manuel de Heredia y Carvajal                            |                      |
| XII                  | Manuel de Heredia y del Rivero                          |                      |
| XIII                 | María Elena de Heredia y Patiño                         | 1987-2020            |
| XIV                  | María Elena Álvarez de las Asturias Bohorques y Heredia | 2021-actual titular  |

## Historia de los marqueses de Villanueva de las Torres
- Carlos Briceño y Coloma, I marqués de Villanueva de las Torres (m. 5 de julio de 1693), hijo de Jerónimo Briceño y Bazán de la Cueva, señor del lugar, y Blanca Coloma y Liderkerke.

Contrajo matrimonio en la capilla del Real Alcázar de Madrid el 20 de abril de 1672 con María Teresa Ronquillo y Briceño, dama de la reina, de quien no hubo sucesión y el marquesado pasó a su cuñado, hermano de su esposa.
- Francisco Ronquillo y Briceño (Milán, 22 de octubre de 1644-Madrid, 29 de mayo de 1719), II marqués de Villanueva de las Torres[4] y II conde de Gramedo. Hijo de Antonio Ronquillo Cuevas y María Jacinta Briceño de Duero.

Contrajo matrimonio el 8 de agosto de 1671 con Petronila Ximénez de Morillo. Le sucedió su hija.
- Ángela Manuela Ronquillo y Briceño (ca. 1674-Valladolid, 11 de marzo de 1743), III marquesa de Villanueva de las Torres.

Casó en primeras nupcias el 1 de marzo de 1694 con Antonio Vázquez de Coronado, II marqués de Coquilla, conde de Montalvo y vizconde de Monterrubio. Contrajo segundo matrimonio con Fernando de Prado Bravo de Acuña, II marqués de Prado y V conde de Obedos. Del segundo matrimonio nació María Micaela Prado Enríquez Ronquillo Briceño que casó con Juan Manuel de Acuña y Vázquez de Coronado, padres del V marqués de Villanueva de las Torres.
- Vicente Pascual Vázquez de Coronado y Ferrer de Proxita (m. Madrid, 4 de marzo de 1772), IV marqués de Villanueva de las Torres. Era hijo del único nieto de la condesa, Juan Antonio, III marqués de Coquilla, VI conde de Montalvo y vizconde de Monterrubio y de su esposa Juana Ferrer de Proxita y Calatayud.[4].

Contrajo matrimonio con Joaquina de Villanueva y Herrera, VII condesa de Atarés, grande de España, III marquesa de Villalba y III marquesa de Peramán, de la que no hubo descendencia y el título pasó a su primo hermano.
- Joaquín Ciro de Acuña y Prado (Madrid (n. Madrid, febrero de 1738), V marqués de Villanueva de las Torres (V marqués de Escalona) y de  Casafuerte,VI Prado, VII conde de Obedos, VII Gramedo y señor de muchos lugares. Era nieto de la III marquesa de Villanueva de las Torres.

Contrajo un primer matrimonio con María Josefa Gayoso de los Cobos y Sarmiento, sin sucesión. Se casó en segundas nupcias con María Cayetana Fernández de Miranda, hija del IV marqués de Valdecarzana y de Ana Catalina Villasis y de la Cueva. Le sucedió su hijo del segundo matrimonio.
- Antonio María de Acuña y Fernández de Miranda (Madrid, marzo de 1766-Lucena, 26 de marzo de 1810), VI marqués de Villanueva de las Torres y, desde 1795, por sucesión de su padre, VI marqués de Escalona, de Casafuerte, etc. y marqués de Bedmar (1799) con Grandeza de España.

Se casó con Rosa María de Carvajal y Manrique, hija del V conde de Castillejo, sin descendencia. Le sucedió su hermano.
- Manuel Lorenzo de Acuña y Fernández de Miranda (n. Madrid, agosto de 1767), VII marqués de Villanueva de las Torres, de Escalona, Casafuerte y Bedmar, con Grandeza de España.

Se casó en Badajoz el 30 de julio de 1804 con Antonio Dewitte y Rodríguez de Alburquerque.
- Manuel Antonio de Acuña y Dewitte, VIII marqués de Villanueva de las Torres, X de Bedmar, y otros títulos. Cedió a su hermana el título de marqués de Villanueva.[9]

- María Cayetana de Acuña y Dewitte (Badajoz, enero de 1807), IX marquesa de Villanueva de las Torres.

Contrajo matrimonio en París el 10 de abril de 1836 con Gonzalo de Heredia y Begines de los Ríos, hijo del I conde de Heredia Spínola. Le sucedió su hijo.
- Ernesto Bruno de Heredia y Acuña (Madrid 1 de marzo de 1839-ibídem, 31 de marzo de 1926), X marqués de Villanueva de las Torres, XII marqués de Bedmar, grande de España, X marqués de Escalona, XI marqués de Prado.

Se casó con Isabel Cristina Carvajal y Fernández de Córdoba, hija de los duques de Abrantes. Le sucedió su hijo.
- Manuel de Heredia y Carvajal (n. Madrid, 11 de abril de 1869), XI marqués de Villanueva de las Torres, etc.

Casado con Elena del Rivero y Miranda, hija de los primeros condes de Limpias. Le sucedió su hijo por cesión el 16 de febrero de 1927.
- Manuel de Heredia y del Rivero Carvajal y Miranda (n. Madrid, 17 de marzo de 1905-1986/1987), XII marqués de Villanueva de las Torres.

Casado con María del Rosario Patiño y Durán.
- María Elena de Heredia y Patiño (m. Madrid, 5 de abril de 2020[10]), XIII marquesa de Villanueva de las Torres.[11]

Casó con Nicolás Álvarez de las Asturias Bohorques y Silva. Sucedió su hija:
- María Elena Álvarez de las Asturias Bohorques y Heredia, XIV marquesa de Villanueva de las Torres.[12]